# Orimarga joana
Orimarga joana là một loài ruồi trong họ Limoniidae. Chúng phân bố ở miền Australasia.